# Prisoner
Prisoner — шестнадцатый студийный альбом американской певицы и актрисы Шер, выпущенный в 22 октября 1979 на лейбле Casablanca Records. Prisoner имел небольшой успех, главным образом из-за танцевального трека «Hell on Wheels».

## Об альбоме
Prisoner (изначально названный Mirror Image) стал вторым альбомом Шер в 1979-м и был выпущен спустя девять месяцев после выхода Take Me Home.
Prisoner стал последним альбомом Шер, спродюсированным Бобом Эсти, который вместе с Michelle Aller написал несколько песен для альбома. По сравнению с диско-альбомом Take Me Home, Prisoner отобразил также звучание new wave. Также это был первый раз, когда Шер выпустила альбом с песнями, написанными специально для неё.
Продюсер в своих интересах хотел использовать образ Шер и повышенное к ней внимание СМИ. На обложке альбома Шер обнаженная, лишь волосы прикрывают её грудь. На неё накинуты цепи и металлический ошейник на шее. Её запястья и лодыжки также скованы. Обложка была осуждена некоторыми организациями защиты прав женщин, которые восприняли её как изображение «сексуального раба».
Изначально альбом был назван Mirror Image, указывая на известный стиль Шер и найденный ей диско-стиль. Так как Шер не хотела записывать такую музыку (она хотела записать что-нибудь в стиле рок), она отказалась от множества песен, предложенных ей, и добавляла в альбом песни, близкие ей. Так, поп-рок песня «Boys & Girls» была включена в альбом именно Шер. Поскольку к моменту релиза альбома от оригинальной идеи почти ничего не осталось, название было изменено на Prisoner.
Prisoner был выпущен на компакт-диске вместе с первым альбомом на Casablanca Records Take Me Home под названием The Casablanca Years.

## Синглы
Единственным синглом с альбома была выпущена песня «Hell on Wheels», написанная Bob Esty и Michele Aller. Согласно книге Рэнди Таборелли, песня была записана, так как Шер была большим фанатом роликов. Би-сайдом сингла стала песня «Git Down (Guitar Groupie)» с альбома Take Me Home, обе песни представлены в 12-дюймовых версиях, которые до сих пор не изданы на CD. В 1979-м песня также была включена в саундтрек к фильму Roller Boogie. В связи с этим сингл был переиздан в Японии с новым оформлением, а би-сайдом стала песня «Theme from Roller Boogie». Несмотря на мировой релиз, песня не добилась успехов, достигнув лишь 59-го места в Billboard Hot 100. Песня была встречена смешанными оценками критиков, однако многие отметили, что это лучший трек на альбоме Prisoner.
Для раскрутки нового сингла, Casablanca Records сняли короткометражный фильм, который также стал первым музыкальным видео Шер. Съемки видео дались для неё очень тяжело, так как ей нужно было целый день ездить на роликах на крутых и гористых дорогах несмотря на то, что у неё была сломана рука. В видео Шер на роликах убегает от грузовика, который преследует её. Она убеждает множество людей с различными средствами передвижения следовать за ней. «Hell on Wheels» стал первым профессиональным видео певицы. Многие рассматривают «Take Me Home», как её первое профессиональное видео, однако клип был вырезан из её успешного шоу «Cher…and Other Fantasies». «Hell on Wheels» стал одним из первых музыкальных клипов в «стиле MTV» (ещё до того, как сам MTV существовал) и одним из первых современных музыкальных клипов в мире. Премьера видео состоялась ночью на канале NBC в шоу «The Midnight Special». Несмотря на то, что это её первое видео, Шер никогда не включала его в сборники своих видеоклипов.
В Японии также был выпущен редкий промосингл «Holdin’ Out For Love».
В рамках промокампании альбома Шер выступила на Американском ТВ-шоу с песнями «Shoppin'» и «Holdin’ Out For Love». Она также сняла своё эксклюзивное шоу «Cher…and Other Fantasies» со скетчами, в которых использовались невыпущенные песни с альбома: «Like a Number», новая версия «More than You Know» и песня «Ain’t Nobody’s Business», позже исполненная в Take Me Home Tour.

## Список композиций
| №  | Название               | Автор(ы)                | Длительность |
| -- | ---------------------- | ----------------------- | ------------ |
| 1. | «Prisoner»             | David Paich             | 5:50         |
| 2. | «Holdin' Out for Love» | Tom Snow, Cynthia Weil  | 4:23         |
| 3. | «Shoppin'»             | Michele Aller, Bob Esty | 4:30         |
| 4. | «Boys and Girls»       | Billy Falcon            | 3:54         |

| №  | Название         | Автор(ы)                 | Длительность |
| -- | ---------------- | ------------------------ | ------------ |
| 1. | «Mirror Image»   | Michael Brooks, Bob Esty | 4:52         |
| 2. | «Hell on Wheels» | Michele Aller, Bob Esty  | 5:38         |
| 3. | «Holy Smoke!»    | Michele Aller, Bob Esty  | 4:56         |
| 4. | «Outrageous»     | Michele Aller, Bob Esty  | 3:10         |

## Над альбомом работали
- Шер — вокал
- Боб Эсти — музыкальный продюсер, автор, фортепьяно, синтезатор, бэк-вокал
- Ричард Ти — орган
- Джефф Поркаро — барабаны
- Ким Хадчкрофт — флейта и саксофон
- Джон Пирс — басист
- Дэвид Уильямс, Робби Кригер, Стив Люкатер — гитара
- Том Сноу — клавишные
- Дэвид Пэйнч — фортепьяно
- Джон Хоббс — фортепьяно, орган
- Виктор Филдман — литавры, тамбурин
- Паулинхо Да Коста — ударные
- Мишель Аллер — автор, бэк-вокал
- Гари Лангон — фото